# Verzorgingsplaats Baarveld
Verzorgingsplaats Baarveld is een Nederlandse verzorgingsplaats, gelegen aan de N33 Assen - Eemshaven tussen afritten 32 en 33 ter hoogte van Rolde in de richting van Eemshaven. De verzorgingsplaats is gelegen in de gemeente Aa en Hunze.
Het tankstation is van Esso.
Aan de andere kant van de autoweg ligt verzorgingsplaats Nijlanderveld.
Richting Eemshaven: Baarveld
Richting Assen: Nijlanderveld